# Charte de départ
 (décembre 2016).
Si vous disposez d'ouvrages ou d'articles de référence ou si vous connaissez des sites web de qualité traitant du thème abordé ici, merci de compléter l'article en donnant les références utiles à sa vérifiabilité et en les liant à la section « Notes et références ».
Une charte sans équipage ou une charte de départ est un arrangement pour l'affrètement ou l'embauche d'un navire ou d'un bateau sans équipage ni provisions. Les personnes louant le navire au propriétaire sont responsables de prendre soin de telles choses.
Il existe des différences juridiques entre la location d'un bateau sans équipage et d'autres types d'affrètement. Dans un voyage ou une charte de temps, l'affréteur charte le navire (ou une partie de celui-ci) pour un voyage particulier ou pour une période de temps. Dans ces chartes, l'affréteur peut diriger la propriété du navire par l'utilisation du capitaine et de l'équipage. En revanche, dans le cas d'une charte de bateau nus ou de décrochage, le propriétaire donne la possession du navire à l'affréteur et l'affréteur engage son propre capitaine et son équipage. L'affréteur nus est parfois appelé « propriétaire disponible ». La livraison du navire par le propriétaire est la caractéristique déterminante d'un bateau sans équipage ou charte de fin.

## Dans le transport maritime
Dans le cadre d'une location sans équipage, aucune administration ou entretien technique n'est inclus dans le contrat. L'affréteur obtient la possession et le contrôle intégral du navire ainsi que la responsabilité juridique et financière de celui-ci. L'affréteur prend en charge toutes les dépenses d'exploitation, y compris le carburant, l'équipage, les frais portuaires et P & I et assurance coque.

## Dans la navigation de plaisance
En yachting une charte sans équipage est généralement pour une courte période. Il y a des centaines de courtiers de location de yacht sans équipage ou des sociétés d'agents. Ces sociétés offrent des services de location de yachts et d'organisation de voyages similaires à l'agence de voyage uniquement spécialisée. Leur but est d'utiliser leur expérience et leurs réseaux pour localiser le bateau sans équipage d'un client en termes de prix et d'emplacement. Tout comme les agences de voyages en ligne qui vendent l’inventaire invendu des billets d'avion et des chambres d'hôtel à une fraction du prix, il y a maintenant aussi des courtiers en location à temps partiel dernière minute où les voyageurs peuvent trouver d'excellents tarifs.
Alors que le bateau sans équipage se réfère techniquement à tout bateau qui peut être affrété sans skipper ou équipage, typiquement « bare-boating » se réfère à yachts à voile, y compris les catamarans. 
La location de bateaux sans équipage est devenue de plus en plus courante depuis le milieu des années 1990 et en particulier depuis le début des années 2000. Il y a eu une demande croissante pour les vacances de yacht et de nombreux marins expérimentés et semi-expérimentés considèrent maintenant qu'il est plus facile et moins cher d'embaucher un bateau sans équipage, plutôt que de posséder leur propre yacht. Tandis que l'industrie internationale du tourisme de loisirs (en particulier les activités de plein air en fonction des vacances) et l'industrie de la navigation de plaisance ont connu un essor au cours de la dernière décennie, il en est de même de l'industrie de la charte de location-nu qui intègre ces deux activités.
Aux États-Unis, il existe une distinction juridique supplémentaire en ce qui concerne les vols sans équipage par opposition à la location, ou les charters « skipper ». Lorsque des personnes mettent en commun leurs finances au « bareboat » de sorte que le maître qualifié parmi eux peut naviguer pour le groupe, même si le maître n'est pas ostensiblement un skipper payé, il / elle assume maintenant les responsabilités légales d'un. Cela peut avoir des conséquences de grande envergure en cas d'événements négatifs en mer.